# Kim Sou
Kimsou est un artiste sud-coréen d'origine nord-coréenne, né le 17 novembre 1919 à Hamheung et mort le 9 juin 2014 à Séoul.

## Biographie
Kim Sou se rend au Japon et y suit des cours préparatoires à l'Académie des Arts de Kawabata (川端画学校). Il s'inscrit ensuite aux cours de peinture à l'huile de l'École des Beaux-Arts de Tokyo.
Il est ensuite réfugié en Corée du Sud et y réalise sa première exposition individuelle à la Galerie Donghwa à Séoul.

En 1954, il est chargé de cours à la faculté des beaux-arts de Séoul et va en 1955 à Paris. Sa première exposition personnelle s'y fait à la Galerie Lara Vincy en 1957. Élu membre du Salon d'automne, il reçoit le 2e prix à l'Exposition des peintres étrangers à Paris.
En 1961, il retourne en Corée est il est nommé « spécialiste des beaux-arts » au comité coréen de l'UNESCO.

Il part en 1967 aux États-Unis et enseigne le dessin et la peinture au College de Moore Arts de Philadelphie puis retourne en Corée ou il continue son travail.